# Municipio de Logan (condado de Mason)
El municipio de Logan (en inglés: Logan Township) es un municipio ubicado en el condado de Mason en el estado estadounidense de Míchigan. En el año 2010 tenía una población de 312 habitantes y una densidad poblacional de 3,34 personas por km².

## Geografía
El municipio de Logan se encuentra ubicado en las coordenadas 43°51′43″N 86°7′6″O / 43.86194, -86.11833. Según la Oficina del Censo de los Estados Unidos, el municipio tiene una superficie total de 93.54 km², de la cual 93,29 km² corresponden a tierra firme y (0,27 %) 0,25 km² es agua.

## Demografía
Según el censo de 2010, había 312 personas residiendo en el municipio de Logan. La densidad de población era de 3,34 hab./km². De los 312 habitantes, el municipio de Logan estaba compuesto por el 98,08 % blancos, el 0,32 % eran amerindios, el 0,32 % eran de otras razas y el 1,28 % eran de una mezcla de razas. Del total de la población el 1,6 % eran hispanos o latinos de cualquier raza.